# 小松優一の優しさ流星群
小松優一の優しさ流星群（こまつゆういちのやさしさりゅうせいぐん）は、2007年10月7日から2008年9月28日までSTVラジオで日曜日深夜に放送されていたラジオ番組。
パーソナリティはシンガーソングライターの小松優一。

## 放送時間
- 日曜日23：30～24：00（2007年10月～2008年3月）
- 日曜日24：00～24：30（2008年4月～9月）

## 弾き語りで披露した曲
※特記していないものはすべて小松優一本人の楽曲。

### 2007年
- 10月7日：「Flower～君という名の花～」
- 10月14日：「風の始まり」
- 10月21日：「僕の記憶」
- 11月4日：「月の視線」
- 11月11日：「守りたい人」

### 2008年
- 2月10日：「桜時計」（17日、24日、3月2日にも披露）
- 3月30日：「ついておいで」
- 4月13日：「僕の記憶」（6月15日にも披露）
- 9月7日：「少年時代」（井上陽水）、「カブトムシ」（aiko）、「風の始まり」
- 9月14日：「楓」（スピッツ）、「Namidairo」（YUI）、「2Piece」
- 9月28日：「恋しくて」（BEGIN）、「First Love」（宇多田ヒカル）、「流星群」